# Johann Franz Eckher von Kapfing und Liechteneck
Johann Franz Eckher von Kapfing und Liechteneck (Castello di Train presso Abensberg, 16 ottobre 1649 – Frisinga, 23 febbraio 1727) è stato un vescovo cattolico tedesco, fu vescovo di Frisinga dal 1696 al 1727.

## Biografia
Johann Franz Eckher von Kapfing und Liechteneck nacque ad Abensberg il 16 ottobre 1649. Nel 1674 venne ordinato sacerdote ed ottenne la sede episcopale già dal 1695. Il 1º luglio 1696 venne intronizzato da Brüder Asam nel duomo medioevale della città di Frisinga, da poco restaurato in stile barocco, assieme alla chiesa del Monastero di Neustift a Frisinga, ad opera dell'architetto italiano Giovanni Antonio Viscardi. Nel 1697 fondò il liceo-ginnasio di Frisinga, nella Marienplatz, e la Chiesa Parrocchiale di San Giorgio.
Il 23 dicembre 1705 si preoccupò di riunire le parrocchie sparse sotto una diocesi precisa, entrando in contatto e in cooperazione con molte altre importanti diocesi tra cui quelle di Salisburgo, Eichstätt, Regensburg e Passau, altri vescovati territoriali facenti parte del Sacro Romano Impero.
Nel 1724 collaborò con il Padre benedettino Karl Meichelbeck all'Historia Frisingensis, un moderno trattato di storia sulla città e sull'antica tradizione del suo episcopato.
Benvoluto dal popolo, si interpose tra le reggenze dei Wittelsbach sul Vescovato di Frisinga.

## Genealogia episcopale
La genealogia episcopale è:
- Arcivescovo Filippo Archinto
- Papa Pio IV
- Cardinale Giovanni Antonio Serbelloni
- Vescovo Giacomo Rovellio
- Cardinale Carlo Gaudenzio Madruzzo
- Vescovo Carlo Emanuele Madruzzo
- Vescovo Jesse Perchoffer
- Vescovo Paulinus Mayr
- Vescovo Wilhelm von Vintler von Runkelstein
- Vescovo Johann Franz von Khuen zu Liechtenberg
- Vescovo Johann Franz Eckher von Kapfing und Liechteneck